# Vindinge
Vindinge – miasto w Danii, w regionie Zelandia, w gminie Roskilde.